# کوگار (واشینگتن)
کوگار (به انگلیسی: Cougar) یک منطقهٔ مسکونی در ایالات متحده آمریکا است که در شهرستان کائولیتز، واشینگتن واقع شده‌است. کوگار ۱۵۶٫۰۶ متر بالاتر از سطح دریا واقع شده‌است.